# ادوارد گامالیل جین‌وی
ادوارد گامالیل جین‌وی (انگلیسی: Edward Gamaliel Janeway؛ ‏ ۳۱ اوت ۱۸۴۱ – ۱۰ فوریهٔ ۱۹۱۱) پزشک آمریکایی بود که در سِمَـتِ کمیسر بهداشت نیویورک و رئیس انجمن ژورنال پزشکی نیویورک در اواخر قرن نوزدهم خدمت کرد. او را «یکی از متخصصان داخلی پیشگام آمریکا در اواخر قرن نوزدهم و اوایل قرن بیستم» می‌دانند. پسر او تئودور کالدول جین‌وی استادتمام رشتهٔ پزشکی در دانشکده پزشکی دانشگاه جانز هاپکینز بود. وی عضو آکادمی ملی علوم ایالات متحده آمریکا بود. او بابت توصیف نوعی ضایعهٔ پوستی غیر حساس در کف دست یا پاهای افراد مبتلا به اندوکاردیت شهرت دارد که بعدها به افتخار خودش ضایعات جین‌وی نام گرفت.